# Yves Deudon
Pour les articles homonymes, voir Deudon.
Pas d'image ? Cliquez ici
Yves Deudon, né le 30 juillet 1973 à Maubeuge, est un pilote français de motocross.
Il est surtout connu pour ses performances à l'enduropale (5e en 2004, 6e en 2005, 2e en 2007 et 2009). En 2010 il franchit la ligne d'arrivée en première place avant d'être déclassé à la 6e place (pénalité de 15 minutes) pour un pot d'échappement trop bruyant et non-respect du règlement sportif.

## Palmarès
- Championnats de France
  - Champion de France des Sables 2005 en 250 cm3
- Enduropale
  - 2003 : 3e
  - 2004 : 5e
  - 2005 : 6e
  - 2007 : 2e
  - 2008 : Abandon (alors 3e à 1/4h de la fin)
  - 2009 : 2e
  - 2010 : 6e
  - 2014 : 8e